# 黑文斯 (內布拉斯加州)
黑文斯（英語：Havens）是位於美國內布拉斯加州梅里克縣的非建制地區。

## 歷史
黑文斯的郵局於1919年設立，其後於1934年停運。

## 地理
黑文斯所處的海拔為高於海平面483米（即1585英呎），而該地所採用的時區為UTC-6，即北美中部时区（CST）。同時該地設有夏令時間，為UTC-6調快一小時，即UTC-5（CDT）。